# ウォルター・ディックス
ウォルター・ディックス（Walter Dix, 1986年1月31日 - ）は、アメリカ合衆国の陸上競技選手である。身長176cm。体重86kg。
北京オリンピックの100mで銅メダルを獲得した。
小柄ながら、筋肉質な体型。極端なピッチ走法の選手であり、それを生かして100mではレース後半に一気に抜け出すタイプのスプリンター。
ディックスは、2007年に200mで19秒69という世界歴代6位（当時）の記録をマークし、脚光を浴びた。
国内選考会では100mでは3位に入ってアメリカ代表入りするも、200mは欠場した。しかし、肝心の世界陸上は大学の補講を優先し、出場しなかった。
翌2008年の国内選考会では、100mで追い風4.1m/sの中9秒80を記録し、タイソン・ゲイに続く2位、200mでは19秒86で優勝した。
勢いそのままに臨んだ北京オリンピックの100mでは、終盤まで隣のレーンの優勝候補アサファ・パウエルと争って競り勝ち、3位となった。なお、このレースは東京世界陸上と並んで史上最多タイの6人が9秒台で走った。同大会では200m決勝で5着だったが、2，3着の選手がライン上を走るなどの失格により、繰り上がりで3位（19秒98）となった。こちらも、失格者を含むものの、5人が19秒台で走ったことになる。これは当時過去最多の1レース19秒台が4人、を上回っている。

## 記録
| 種目   | 記録            | 年月日        | 場所             | 備考        |
| 屋外   | 屋外            | 屋外          | 屋外             | 屋外        |
| ------ | --------------- | ------------- | ---------------- | ----------- |
| 100m   | 9秒88 （+1.0）  | 2010年8月8日  | ルツェルン       |             |
| 200m   | 19秒53 （+0.7） | 2011年9月16日 | ブリュッセル     | 世界歴代5位 |
| 走幅跳 | 7m39 （-1.5）   | 2004年3月26日 | ゲインズビル     |             |
| 室内   |                 |               |                  |             |
| 55m    | 6秒19           | 2007年1月13日 | ゲインズビル     |             |
| 60m    | 6秒58           | 2010年2月28日 | アルバカーキ     |             |
| 200m   | 20秒27          | 2006年3月10日 | フェイエットビル |             |
| 走幅跳 | 7m31            | 2005年1月22日 | ジョンソンシティ |             |

## 主要大会成績
| 年   | 大会                   | 場所                   | 種目    | 結果     | 記録            | 備考       |
| ---- | ---------------------- | ---------------------- | ------- | -------- | --------------- | ---------- |
| 2008 | オリンピック           | 北京                   | 100m    | 3位      | 9秒91 （0.0）   | 自己ベスト |
| 2008 | オリンピック           | 北京                   | 200m    | 3位      | 19秒98 （-0.9） |            |
| 2011 | 世界選手権             | 大邱                   | 100m    | 2位      | 10秒08（-1.4）  |            |
| 2011 | 世界選手権             | 大邱                   | 200m    | 2位      | 19秒70（+0.8）  |            |
| 2011 | 世界選手権             | 大邱                   | 4x100mR | 決勝     | DNF （4走）     |            |
| 2011 | IAAFダイヤモンドリーグ | IAAFダイヤモンドリーグ | 100m    | 年間5位  | 2ポイント       |            |
| 2011 | IAAFダイヤモンドリーグ | IAAFダイヤモンドリーグ | 200m    | 年間優勝 | 16ポイント      | 3大会優勝  |
| 2013 | IAAFダイヤモンドリーグ | IAAFダイヤモンドリーグ | 200m    | 年間4位  | 4ポイント       |            |